# بيلار سانشيز
بيلار سانشيز (بالإسبانية: Pilar Sánchez Cervi)‏ هي لاعب هوكي الحقل إسبانية، ولدت في 6 يناير 1982.

## وصلات خارجية
- بيلار سانشيز على موقع أوليمبيديا (الإنجليزية)